# مارسل سوبوتکا
مارسل سوبوتکا (انگلیسی: Marcel Sobottka؛ زادهٔ ۲۵ آوریل ۱۹۹۴) بازیکن فوتبال اهل آلمان است.
از باشگاه‌هایی که در آن بازی کرده‌است می‌توان به باشگاه فوتبال شالکه ۰۴ و باشگاه فوتبال فورتونا دوسلدورف اشاره کرد.
وی همچنین در تیم ملی فوتبال جوانان آلمان بازی کرده‌است.